# Lindneromyia cirrhocera
Lindneromyia cirrhocera är en tvåvingeart som först beskrevs av Leander Czerny 1930.  Lindneromyia cirrhocera ingår i släktet Lindneromyia och familjen svampflugor. Inga underarter finns listade i Catalogue of Life.